# Westley (California)
Westley è un census-designated place (CDP) degli Stati Uniti d'America situato in California, nella contea di Stanislaus.